# Kelland O'Brien
Kelland O'Brien, född den 22 maj 1998 i Kew, Victoria, är en australisk tävlingscyklist.
Han tog vid sommarspelen i Tokyo 2021 en bronsmedalj i lagförföljelse. Vid VM 2017 och VM 2019 var O'Brien en del av det australiska lag som tog guld i lagförföljelse. Vid OS 2024 ingick han i det australiska lag som tog guld i lagförföljelse.